# Кам'янська волость (Ольгопільський повіт)
Кам'янська волость — адміністративно-територіальна одиниця Ольгопільського повіту Подольської губернії.
Найбільше поселення волості станом на 1885 рік — містечко Кам'янна.